# 伊藤仙太郎

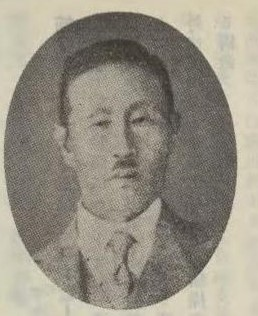
伊藤仙太郎

伊藤 仙太郎（いとう せんたろう、1856年（安政3年） - 1927年（昭和2年）7月）は、日本の発明家。
武蔵国川口出身。1873年（明治6年）に現在のイトコー株式会社を設立した。1913年（大正2年）に、鋸屑を燃料とする焜炉を発明し、愃六竈（せんろくかまど）と命名した。1926年（大正15年）に帝国発明協会の全国発明表彰により、有功賞が授与されている。

## 実用新案
- 実用新案第34752号 五徳兼用開閉板
- 実用新案第42282号 廃物利用有効竈